# Marina Berg
Christa Marina Berg (ur. 25 listopada 1960) – szwedzka judoczka.
Zajęła siódme miejsce na mistrzostwach świata w 1982; uczestniczka zawodów w 1987. Brązowa medalistka mistrzostw Europy w 1982. Wygrała mistrzostwa nordyckie w 1981, 1983 i 1987 roku.